# Benjamin Appel (Musiker)
Benjamin Appel (* 1977 in Kaiserslautern) ist ein deutscher Posaunist und Musikpädagoge.

## Leben
Appel begann im Alter von 11 Jahren mit dem Erlernen des Posaunenspiels. Nach Erfolgen im Wettbewerb Jugend musiziert studierte er ab 1996 bei Martin Göss und Lothar Schmitt in Würzburg.
Es folgten Engagements bei der Jungen Deutschen Philharmonie und als Bass- und Kontrabassposaunist an der Staatsoper Nürnberg (2002–2006). Seit September 2006 ist er Bass- und Kontrabassposaunist bei den Münchner Philharmonikern.
Appel ist seit 2007 Mitglied im Blechbläserensemble Blechschaden, einem Blechbläserensemble bestehend aus Mitgliedern der Münchner Philharmoniker.
Außerdem konzertiert er, vorwiegend im süddeutschen Raum, in wechselnden Ensembles oder solistisch, u. a. bei der Uraufführung der Capriccietti von Johannes X. Schachtner oder als Solo-Posaunist in Bruckners Aequale für 3 Posaunen.
Er ist Lehrbeauftragter für Bass- und Kontrabassposaune an der Hochschule für Musik und Theater in München, er unterrichtet am Tiroler Landeskonservatorium und er unterrichtet in der Orchesterakademie der Münchener Philharmoniker.

## Werke
- mit Harald Kullmann: Schule für Kontrabassposaune, Reichenberg, 1998.

## Diskographie
- auf: Blechschaden: Up Frack Prämie[9]